# Миза Кальві
Миза Кальві (ест. Kalvi mõis, нім. Pöddes). Васальську фортецю, вперше згадану в 1485 р., вочевидь, було побудовано  в Кальві родиною фон Лоде в XV ст. Будівля тих часів була великою фортецею з внутрішнім двором, руїни якої збереглися до нашого часу. Естонська назва миза походить від прізвища Кальфів, що володіли маєтком в XVI ст.
У XVIII ст. миза належить дворянському роду фон Ессенів, які на місці східного крила васальської фортеці в 70-ті роки XVIII ст. побудували представницький двоповерховий панський будинок в стилі раннього класицизму. Пізніше миза належала фон Штакельбергам. В 1911 р. старий панський будинок згорів, після чого тодішній власник Миколай фон Штакельберг вирішив побудувати новий будинок в сотні метрів на північ, біля самого моря.
Архітектором нового представницького будинку в стилі історизму, спорудженого в 1912 р., був Владислав Карпович. У двоповерховому масивному будинку відчувається  вплив і неоготики, і модерну. Сходчастий фронтон і зубчасті кутові башти нагадують архітектуру замків. Своєрідне і зовнішнє оздоблення: цегляний будинок іззовні вкрито т.з. штучним гранітом – бетонними блоками, які тільки імітують граніт. Вони здаються настільки натуральними, що багато істориків архітектури і дослідник миз сприймав їх як справжні гранітні плити.
Центральна частина мизи залишалася у володінні фон Штакельбергів до 1940 р. Після другої світової війни там знаходилися санаторій ті профілакторій. Будинок, який перейшов у приватну власність в 90-ті роки XX ст., було капітально відреставровано в 2000-01 рр., після чого в ньому було відкрито готель і ресторан.

## Галерея

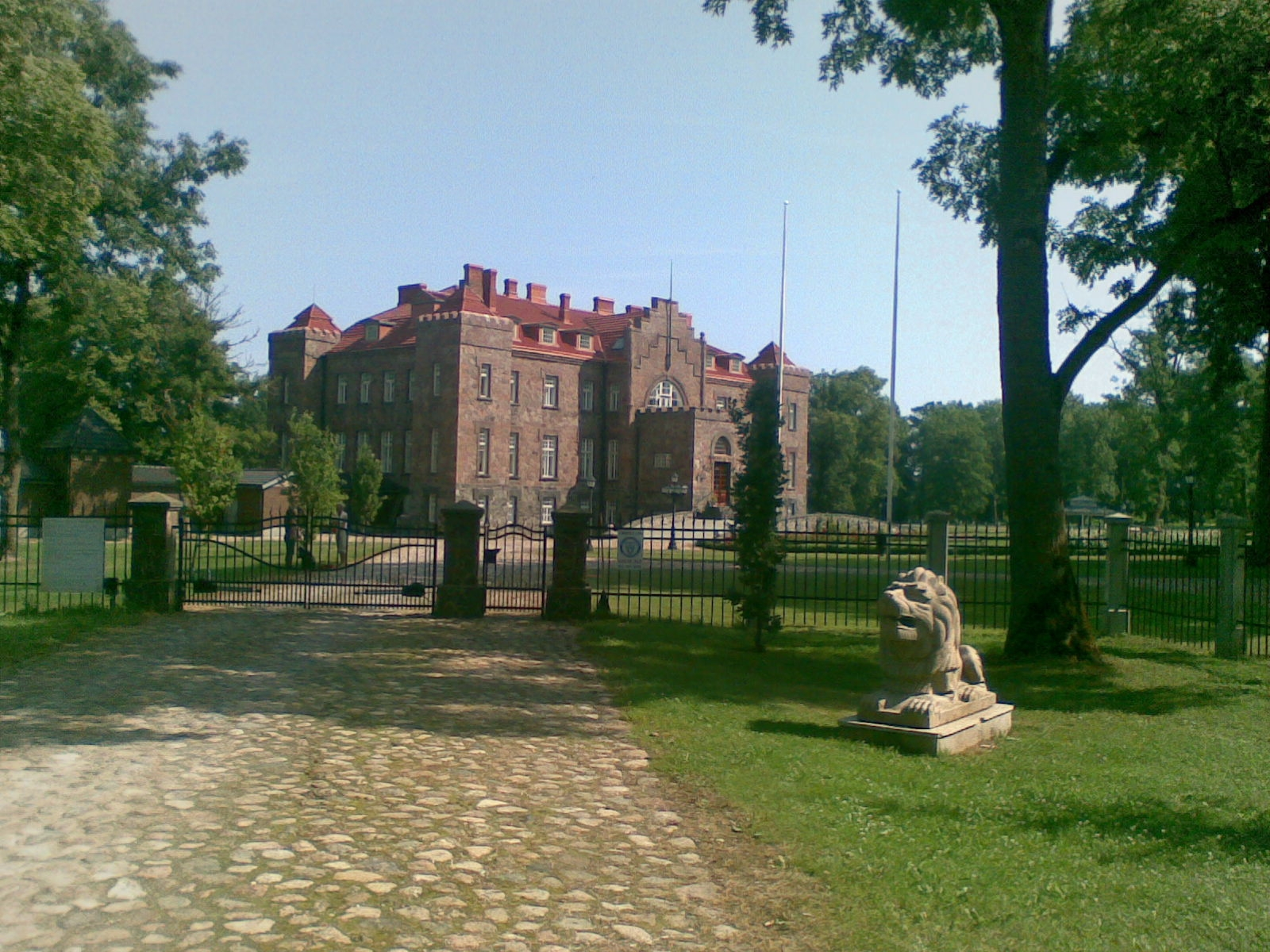
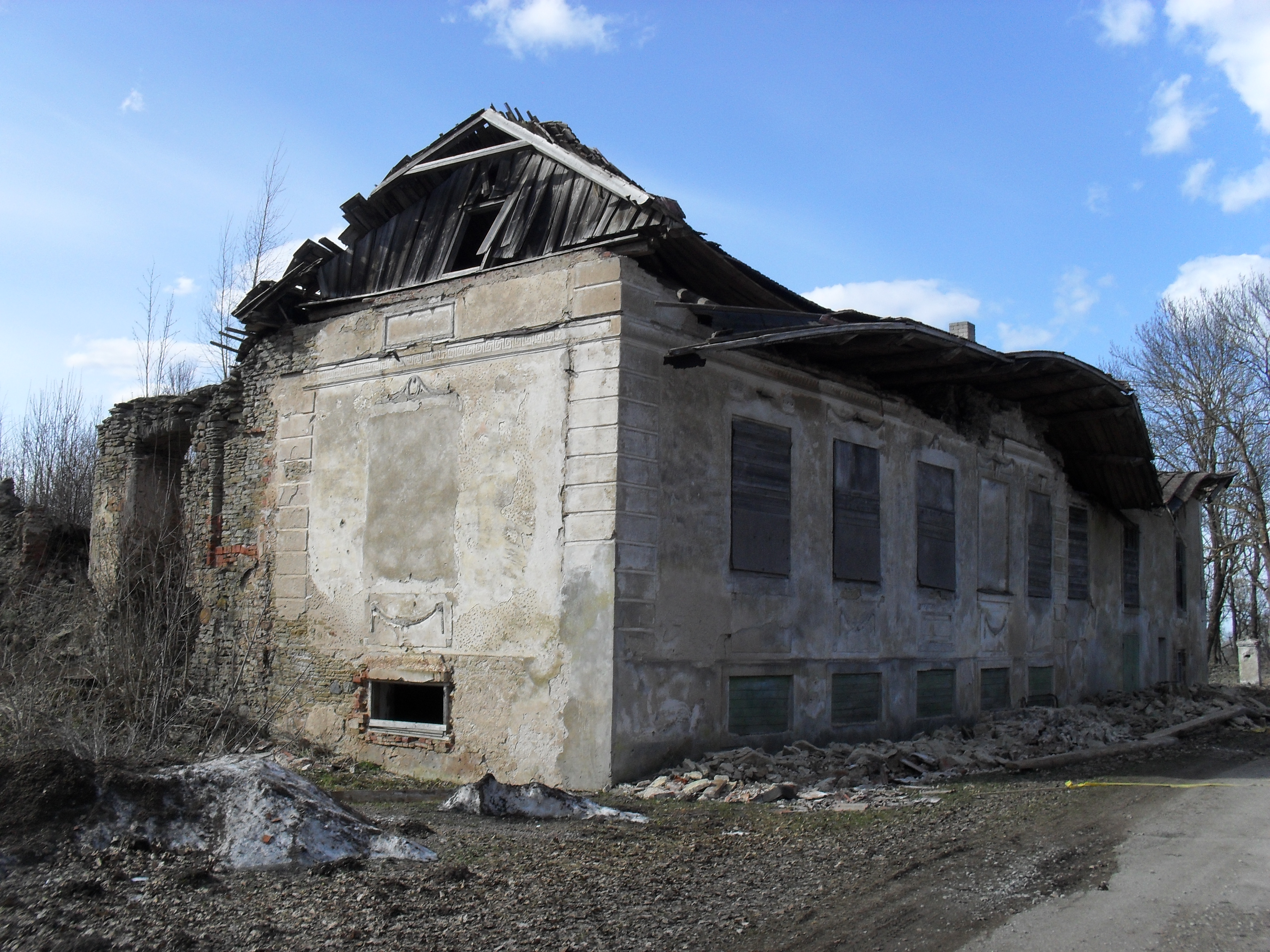
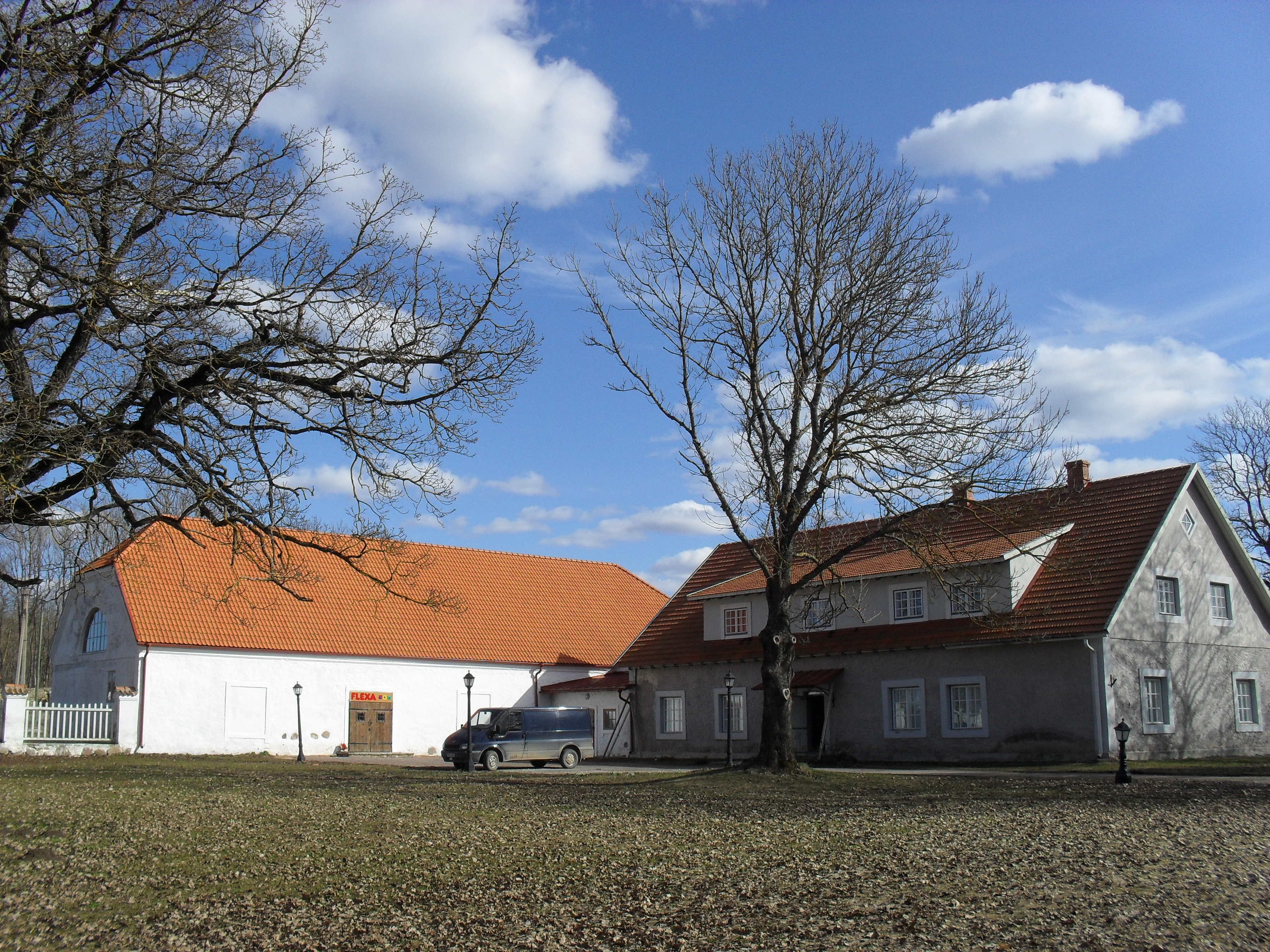